# I Am the Club Rocker
I Am the Club Rocker är ett studioalbum av den rumänska sångaren Inna. Det gavs ut den 19 september 2011 och innehåller 13 låtar.

## Låtlista
| Nr  | Titel                                  | Längd |
| --- | -------------------------------------- | ----- |
| 1.  | Un Momento                             | 3:24  |
| 2.  | Club Rocker (Play & Win Radio Version) | 3:34  |
| 3.  | House Is Going On                      | 3:16  |
| 4.  | Endless                                | 3:14  |
| 5.  | Sun Is Up                              | 3:44  |
| 6.  | Wow                                    | 3:09  |
| 7.  | Senorita                               | 3:17  |
| 8.  | We're Going In the Club                | 3:14  |
| 9.  | July                                   | 3:55  |
| 10. | No Limit                               | 3:26  |
| 11. | Put Your Hands Up                      | 3:31  |
| 12. | Moon Girl                              | 3:33  |
| 13. | Club Rocker (Play & Win Remix)         | 4:09  |

## Listplaceringar
| Lista               | Topplacering |
| ------------------- | ------------ |
| Belgien (Vallonien) | 15           |
| Frankrike           | 23           |
| Mexiko              | 8            |